# Deinodon horridus
Il deinodonte (Deinodon horridus) è un dinosauro carnivoro appartenente ai tirannosauridi, vissuto nel Cretaceo superiore (Campaniano, circa 75 milioni di anni fa). I suoi resti fossili (solo denti) sono stati scoperti negli Stati Uniti (Montana). Insieme a Trachodon, è stato il primo dinosauro nordamericano ad essere riconosciuto.

## Storia della scoperta
I fossili di questo dinosauro si basano esclusivamente su una dozzina di denti seghettati e a forma di coltello, rinvenuti lungo il Judith River da F.V. Hayden negli anni '50 dell'Ottocento. Nel 1856, Joseph Leidy studiò questi esemplari e, dopo un'iniziale convinzione che appartenessero a una nuova specie del dinosauro carnivoro Megalosaurus, noto in Inghilterra, ritenne più opportuno classificarli in un genere a parte, a causa della conformazione peculiare riscontrata dallo studioso; ecco Deinodon horridus ("terribili denti orridi", con riferimento alla forma predatoria della dentatura dello sconosciuto animale). Successivamente, nel 1868, lo stesso Leidy preferì istituire un nuovo genere, Aublysodon, per alcuni denti ascritti in precedenza a Deinodon e aventi una caratteristica sezione a D.
Attualmente i denti ascritti a Deinodon sono considerati di dubbia identità, in quanto non distinguibili da quelli di qualunque altro tirannosauride, così come quelli noti come Aublysodon, che sono ritenuti appartenere a un giovane tirannosauro. In ogni caso, Deinodon rappresenta la prima scoperta di un dinosauro sul suolo americano (e riconosciuta come tale) e il primo esemplare di tirannosauride noto. Per lungo tempo, la famiglia dei tirannosauridi era nota come Deinodontidae. Deinodon potrebbe essere sinonimo di un altro tirannosauro ben noto che viveva nello stesso periodo, Gorgosaurus, oppure potrebbe rappresentare un distinto genere di tirannosauro proveniente dal Judith River.